# Korientzé
Korientzé est une localité, chef-lieu de la commune rurale de Korombana, chef-lieu de cercle dans la région de Mopti.

## Géographie
La localité de Korientzé est située au nord du lac de Korientzé en rive droite du delta intérieur du fleuve Niger et sur la route nationale RN 38 (axe Konna-Korientzé) à 122 km au nord du chef-lieu régional Sévaré (Mopti).

## Histoire
Korientzé-Korombana est détaché du cercle d’Issaber, cercle de Niafunké et rattaché au cercle de Mopti en 1925. La ville devient chef-lieu de cercle dans la région de Mopti lors de la réforme administrative de 2023.

## Enseignement
Les établissements scolaires de Korientzé relèvent de l'Académie d'enseignement de Mopti.

## Santé
- Centre de santé communautaire de Korientzé (CSCOM)

## Infrastructures et services
La localité de Korintzé compte en 2009,
- une école fondamentale
- un centre de santé et une pharmacie
- un campement administratif
- un marché
- un établissement de crédit et d'épargne
- une banque de céréales
- 7 points d'eau